# Call of the Wild (album)
 For alternative betydninger, se The Call of the Wild. (Se også artikler, som begynder med The Call of the Wild)
Call of the Wild er D-A-Ds pladedebut, der blev udgivet mens gruppens stadig hed Disneyland After Dark. Det blev indspillet i 1985 og udkom 4. februar 1986 via Mega Records.

Det modtog blandede anmeldelser. Albummets genre var mere country end hard rock på deres senere albums, og kategoriseres normalt som cowpunk. Albummet blev nomineret af den norskfødte Frank Marstokk, der var musiker og producer ved Mega Records.
Numrene "Malboro Man" og "It's After Dark" bliver stadigvæk spillet til deres koncerter (og er også at finde på deres live album). Sidstnævnte plejer at bruges som lukkenummer.

## Spor
| Nr.           | Titel                       | Længde |
| ------------- | --------------------------- | ------ |
| 1.            | "Land Of Their Choice"      | 1:13   |
| 2.            | "Call Of The Wild"          | 3:44   |
| 3.            | "Riding With Sue"           | 3:04   |
| 4.            | "Marlboro Man"              | 2:53   |
| 5.            | "Counting The Cattle"       | 1:57   |
| 6.            | "Jackie O'"                 | 2:52   |
| 7.            | "Trucker"                   | 5:13   |
| 8.            | "Rock River"                | 2:44   |
| 9.            | "Jonnie"                    | 4:59   |
| 10.           | "Son Of A Gun"              | 3:18   |
| 11.           | "It's After Dark"           | 3:51   |
| 12.           | "Never Never (Bonus Track)" | 5:12   |
| Total længde: | Total længde:               | 41:04  |

## Personel
Adapted from the album's liner notes.
Disneyland After Dark
- Jesper Binzer – vokal, guitar, banjo
- Stig Pedersen – vokal, bas
- Jacob Binzer – guitar, keyboard
- Peter Lundholm Jensen – trommer, percussion

Yderligere musikere
- The Texas Horns – horn på "Jonnie"
- The Rock River Gals – baggrundsvokal pån "Rock River"

Teknisk
- Frank Marstokk – producer, arrangementer
- Jørgen Bo – engineer
- Mogens Bjergby – engineer
- Nis Bøgvad – engineer
- Disneyland After Dark – arrangementer, coverkoncept, albumnoter
- Ida Balslev Olesen – cover design
- Jan Harritshøj – fotografi (front cover)
- Robin Skjoldborg – fotografi (back cover, albumnoter)
- Torleif Hoppe – fotografi (albumnoter)
- Finn Olufsen – fotografi (albumnoter)